# Идемо својим путем
Идемо својим путем (словен. Gremo mi po svojo) је словеначки порнографски филм из 2012. године. Филм је режирао Макс Модић, а у главним улогама наступају најпознатија српска порнографска глумица Чери Кис и хрватске порнографске глумице Алекса Вајлд и Тина Блејд.
Филм је учествовао на петом међународном сајму Еротике који је одржан у Цељу у организацији Цељског сајма и Завода за културу порнографије 69.

## Улоге
| Глумац        | Улога |
| ------------- | ----- |
| Чери Кис      |       |
| Алекса Вајлд  |       |
| Тина Блејд    |       |
| Хели Томас    |       |
| Сантана Блу   |       |
| Уршка Чепин   |       |
| Ла Тоја       |       |
| Марчело Браво |       |